# Église Saint-Germain de Maisy
Pour les articles homonymes, voir Église Saint-Germain.
L'église Saint-Germain de Maisy est une église catholique située à Grandcamp-Maisy, en France. Datant du XIIIe siècle, elle est inscrite au titre des monuments historiques.

## Localisation
L'église est située dans le département français du Calvados, dans le bourg de Maisy, commune associée avec Grandcamp-les-Bains en 1972 — la nouvelle commune prenant le nom de Grandcamp-Maisy — puis fusionnée en 1992.

## Historique
L'édifice est inscrit au titre des monuments historiques depuis le 22 octobre 1926. Détruite lors de la bataille de Normandie, elle a été reconstruite en grande partie dans un style moderne, seul le chœur du XIIIe siècle a été préservé.